# Bradysia penna
Bradysia penna är en tvåvingeart som först beskrevs av Franklin William Pettey 1918.  Bradysia penna ingår i släktet Bradysia och familjen sorgmyggor.
Artens utbredningsområde är Kalifornien. Inga underarter finns listade i Catalogue of Life.